# Праг (Оклахома)
Праг (англ. Prague) — місто (англ. city) в США, в окрузі Лінкольн штату Оклахома. Населення — 2356 осіб (2020).

## Географія
Праг розташований за координатами 35°30′53″ пн. ш. 96°42′43″ зх. д. / 35.51472° пн. ш. 96.71194° зх. д. (35.514607, -96.711842).  За даними Бюро перепису населення США в 2010 році місто мало площу 8,68 км², з яких 7,76 км² — суходіл та 0,92 км² — водойми.

## Демографія
Згідно з переписом 2010 року, у місті мешкало 2386 осіб у 971 домогосподарстві у складі 639 родин. Густота населення становила 275 осіб/км².  Було 1147 помешкань (132/км²).
Расовий склад населення:
| - 81,8 % — білих - 7,1 % — корінних американців - 3,5 % — чорних або афроамериканців |

До двох чи більше рас належало 7,0 %. Частка іспаномовних становила 2,6 % від усіх жителів.
За віковим діапазоном населення розподілялося таким чином: 26,9 % — особи молодші 18 років, 56,3 % — особи у віці 18—64 років, 16,8 % — особи у віці 65 років та старші. Медіана віку мешканця становила 38,3 року. На 100 осіб жіночої статі у місті припадало 89,8 чоловіків;  на 100 жінок у віці від 18 років та старших — 82,3 чоловіків також старших 18 років.
Середній дохід на одне домашнє господарство  становив 58 991 долар США (медіана — 39 777), а середній дохід на одну сім'ю — 73 221 долар (медіана — 53 917). Медіана доходів становила 36 563 долари для чоловіків та 26 414 долари для жінок. За межею бідності перебувало 15,6 % осіб, у тому числі 20,1 % дітей у віці до 18 років та 5,9 % осіб у віці 65 років та старших.
Цивільне працевлаштоване населення становило 1046 осіб. Основні галузі зайнятості: освіта, охорона здоров'я та соціальна допомога — 27,6 %, будівництво — 11,7 %, роздрібна торгівля — 9,5 %, мистецтво, розваги та відпочинок — 9,4 %.

## Відомі особистості
Праг традиційно вважається місцем народження дворазового переможця літніх Олімпійських ігор 1912 року Джима Торпа, визнаного найкращим спортсменом США у XX столітті.